# Lancaster (Dél-Karolina)
Lancaster település az Amerikai Egyesült Államok Dél-Karolina államában, Lancaster megyében, melynek megyeszékhelye is. Lakosainak száma 8460 fő (2020. április 1.).

## Népesség
A település népességének változása:

| 2010 | 8 526 |
| 2020 | 8 460 |